# One More Time (Laura Pausini)
One More Time è una canzone scritta dal cantante statunitense Richard Marx, interpretata dalla cantante italiana Laura Pausini ed estratta come singolo a settembre 1999.

## Il brano
La canzone è realizzata per la colonna sonora del film Le parole che non ti ho detto (Message in a Bottle), diretto da Luis Mandoki e interpretato da Kevin Costner, Robin Wright Penn e Paul Newman.
Nel 1999 Laura Pausini inserisce un video live del brano One More Time nelle 2 VHS Video collection 93-99 (in lingua italiana e in lingua spagnola)
La canzone viene trasmessa in radio in Italia, negli Stati Uniti e nei Paesi Bassi; non viene realizzato il videoclip del brano.
Nel 2000 la canzone viene anche utilizzata come colonna sonora del film televisivo tedesco intitolato Verbotenes, trasmesso anche nella televisione messicana con il titolo Tabu.

## Tracce
CDS - 7567844482 Warner Music USA
1. One More Time (Laura Pausini)
2. Don't (Yve.n.Adam)
3. Somewhere in the middle (Nine Sky Wonder)

Download digitale
1. One More Time

## Pubblicazioni
One More Time viene inserita nell'album della colonna sonora del film, Message In A Bottle - Original Soundtrack del 1999; negli album The Best of Laura Pausini - E ritorno da te e Lo mejor de Laura Pausini - Volveré junto a ti del 2001; in versione Live nel DVD Live 2001-2002 World Tour del 2002 (video) e negli album 20 - The Greatest Hits e 20 - Grandes Exitos del 2013.

## Crediti
- Laura Pausini: voce
- William Ross: orchestra
- Felipe Elgueta: programmazione
- Dean Parks: chitarra elettrica
- David Foster: tastiere

## Classifiche
Posizioni massime
| Classifica (1999) | Posizione |
| ----------------- | --------- |
| Italia            | 42        |
| Paesi Bassi       | 76        |

## Cover
Nel 2000 il cantante statunitense Richard Marx realizza una cover di One More Time inserendola nell'album Days in Avalon.